# Sally Nicholls
Pour les articles homonymes, voir Nicholls.
 (janvier 2018).
Si vous disposez d'ouvrages ou d'articles de référence ou si vous connaissez des sites web de qualité traitant du thème abordé ici, merci de compléter l'article en donnant les références utiles à sa vérifiabilité et en les liant à la section « Notes et références ».
Sally Nicholls, née le 22 juin 1983 à Stockton-on-Tees, est une romancière britannique de littérature jeunesse.

## Biographie
Sally Nicholls est née et a grandi à Stockton-on-Tees. Elle a fréquenté la Great Ayton Friends' School jusqu'à sa fermeture et, par la suite, l'école Egglescliffe jusqu'en 2001.
À la fin de l'école, elle a choisi de voyager autour du monde. Elle a atteint l'Australie et la Nouvelle-Zélande après une période de travail au Japon dans un hôpital de la Croix-Rouge.
Elle est retournée au Royaume-Uni pour commencer un baccalauréat à l'Université de Warwick, en philosophie et en littérature. Complétant son diplôme de premier cycle, elle a signé pour continuer avec Bath Spa University.
Elle publie en 2008 son roman jeunesse Quand vous lirez ce livre (Ways to Live Forever).
En 2012 Sally Nicholls vit à Oxford. Elle est une habituée des réunions quakers, y compris la réunion générale des jeunes amis.

## Publications
Liste non exhaustive
- (en) Ways to live forever, 2008
  - Quand vous lirez ce livre,  traduit de l'anglais par Xavier d'Almeida, Fleuve noir, 2008 ; et rééd.
- (en) Things a bright girl can do
  - Evelyn, May et Nell : pour un monde plus juste, traduit de l'anglais par Jean Pouvelle, Hatier, 2019
- (en) The button book, illustrations de Bethan Woollvin
  - Le livre à boutons,  illustrations de Bethan Woollvin, traduit de l'anglais par Chloé Samain, éd. de La Martinière, 2020
- (en) Who makes a forest ?, illustrations de Carolina Rabei
  - Raconte-nous la forêt, illustrations de Carolina Rabei, éd. Kimane, 2020

## Prix et distinctions
- Finaliste Médaille Carnegie 2019[1] pour Evelyn, May et Nell : pour un monde plus juste (Things A Bright Girl Can Do)